# 砂城之战
砂城之战，隋文帝开皇三年（583年）六月，在隋军抗击突厥汗国战争中，隋朝幽州总管李崇率军在砂城（笼火城，今北京市大兴区西北）抗击突厥进攻的作战。
隋朝反击突厥沙钵略可汗获胜，沙钵略受到阿波可汗、达头可汗在西方的攻击，为摆脱困境，583年六月十四日，率所部进攻隋朝东部的幽州（治蓟县，今北京城西南）地区，镇守该地的李崇率步骑兵三千人迎战突厥，经十余天转战，伤亡众多，被迫退保砂城。隋军脱离既设城防工事，孤军远出，与善于机动的突厥骑兵进行运动作战。砂城荒废，难于防守。沙钵略军不断围攻，李崇部日夜奋战，因缺粮每夜出掠突厥六畜充食。隋军每夜出掠，均因突厥严加防备而伤亡增多。后沙钵略欲以特勤之官诱降李崇，李崇拒不投降，挺刃而出，杀死二人，被突厥兵乱箭射死，李崇军全军战没。